# Enterococcus faecium
Enterococcus faecium (ентерококи феціум) — вид ентерококів, що входить до складу нормальної мікрофлори травного тракту людини, а також деяких ссавців. За прийнятою раніше класифікацією ентерококи відносилися до стрептококів класу D і enterococcus faecium називалися streptococcus faecium (стрептококи феціум).
Ентерококи — молочнокислі грампозитивні бактерії, що не утворюють спор і капсул, факультативні анаероби (здатні використовувати енергію бродіння і тому, жити і при великих і при незначних кількостях кисню). Оптимальна температура культивування ентерококів від 35 до 37 ° С. Ентерококи здійснюють метаболізм бродильного типу, ферментують різноманітні вуглеводи з утворенням в основному молочної кислоти, але не газу, знижуючи кислотність середовища до 4,2-4,6 pH. Ентерококи високорезистентних до різних факторів зовнішнього середовища і дезінфікуючих засобів, можуть тривалий час зберігати життєздатність на предметах домашнього вжитку, витримують нагрівання до 60 °С протягом 30 хвилин.
 Enterococcus faecium заселяє кишечник людини в перші дні життя. Заселення ентерококами відбувається більш активно у дітей, що знаходяться на грудному вигодовуванні.

## Використання
Enterococcus faecium, як і інші ентерококи, застосовуються в харчовій промисловості, де використовуються здатність ентерококів гідролізувати лактозу, зброджувати молоко, ефективно пригнічувати хвороботворні бактерії в самих харчових продуктах, а також їх висока стійкість до дії кислот, солей і високої температури. Різні штами Enterococcus faecium широко застосовуються при виготовленні різних сортів сиру і копченостей. Нижче наведені деякі приклади:
- Штам Enterococcus faecium FAIR-E 198 використовується при приготуванні сиру «фета»
- Штами RZS C5 і DPC 1146 — сир Чеддер
- Штами CCM 4231 і RZS C13 — іспанська ковбаса холодного копчення
- Штам CTC49 2 — ковбаса твердого копчення і копчена свинина